# Maneki-neko

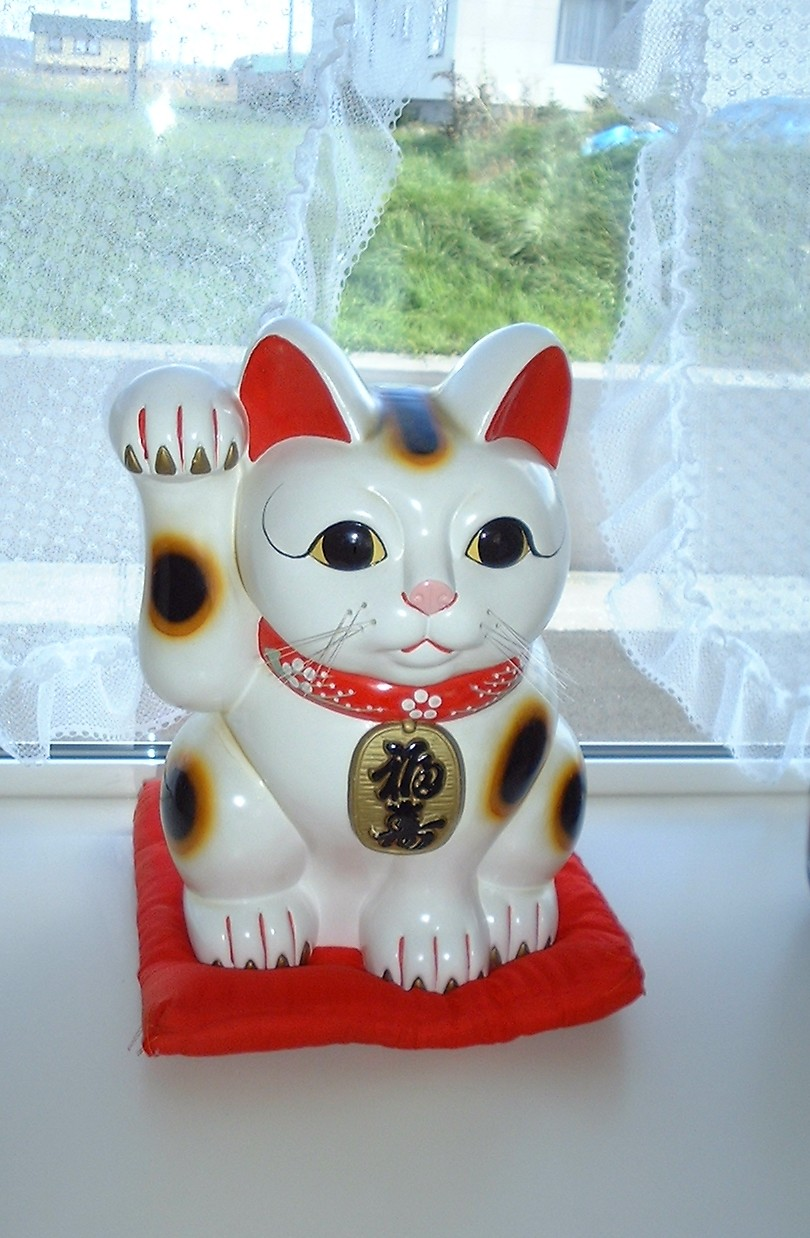
A maneki-neko

Az integető macska vagy maneki-neko (japánul: 招き猫) gyakorta előforduló szobrocska Japánban. Általában kerámiából készül, és úgy tartják, szerencsét hoz a tulajdonosának. Sokszor üzletek, éttermek, pacsinko szalonok és vállalatok bejáratánál találkozhatunk vele. Néhány elektronikusan vagy elemmel működik, így mozgatva a mancsát.
A maneki-neko több változata ismert, különböző színekben és pózban megtalálható. A leggyakoribb szín a fehér, a fekete, az arany és a piros. A szobrokon kívül kulcstartóként, perselyként, virágcserepeken és evőpálcikákon találkozhatunk vele. Néha tévesen „kínai szerencsemacskának” hívják, mivel egyre nagyobb népszerűségnek örvend a kínai kereskedők körében is.

## Általános jellemzők

### Pozitúra
A mechanikusan működő integető macska lefelé álló mancsa az arra látogatókat invitálja beljebb. A Nyugattal ellentétben, az ázsiai országokban, ha valakit magunkhoz szeretnénk inteni, nem lentről felfelé, hanem fentről lefelé kell mozgatnunk a kezünket. Néhányat kifejezetten a nyugati szokásokhoz igazítva felfelé álló manccsal látnak el.
A maneki-neko felemelt mancsainak különböző jelentést tulajdonítanak. Ha a jobb mancsa van a levegőben, akkor pénzt, szerencsét, egészséget hozhat vagy védelmet nyújt. A bal mancsával vásárlókat csalogat vagy ugyancsak pénzt, szerencsét és egészséget hoz. Ha mindkét mancs a levegőben van, védelmezi az otthonunkat.
Úgy vélik, minél magasabbra emeli a mancsát, annál nagyobb lesz a szerencse. Másik hiedelem még, hogy amilyen magasra emeli a mancsát, olyan messziről jön a szerencse.

### Színek
A legelterjedtebb a háromszínű, fehér alapon vörös és fekete foltokkal. Valószínűleg azért mert úgy tartják, hogy ez hozza a legtöbb szerencsét és hasonlít a japán kurta farkú macskára, ami a figura alapjául szolgálhatott.
A fehér a tisztaságot és a pozitív dolgokat szimbolizálja, és a szerencsét vonzza. Megjelenésének az oka a készítők lustaságából eredhet, mert nem festették fel a foltokat.
A fekete maneki-neko a gonosz szellemeket űzi el. A nők gyakran hordanak maguknál ilyen talizmánt, hogy távol tartsák a zaklatókat és a tolvajokat.
Az aranyszínű a jólétet és a gazdagságot szimbolizálja.
A piros a betegségek és a rossz szellemek távol tartását szolgálja.
A zöld a tanulmányi sikerekben segít, ezért sok egyetemista hordja magánál. Régen ez a változat ritkaságnak számított, de mára már ez is elterjedt.
A rózsaszín a szerelemben és a párkapcsolatban segít. Ez ugyan nem tartozik a hagyományos színek közé, de nagyon elterjedt a fiatalok körében.

### Nyakörv, partedli és csengő
A maneki-neko általában valamilyen díszítő elemet visel a nyaka körül. Ez lehet nyakkendő vagy sál, de a legjellemzőbb a nyakörv, a csengő és a partedli. Ez valószínűleg az Edo-kori gazdag családok macskáinak kinézetéhez hasonlatos. Népszerű volt a piros nyakörv, ami egy piros virágból, a hicsirimenből készült, rajta kis csengettyűvel, amely nemcsak dekorációként szolgált, de tudatta azt is, merre jár az állat.
A partedli gyakori díszítőelem a buddhista istenségek szobrain, mint például Dzsizó bódhiszattva szobrán, így ez innen eredhet. Dzsizó védelmező szobrai őrzik a japán szentélyeket és temetőket. Dzsizó védelmezi a gyerekeket a betegségektől és a haláltól, ezért azok a szülők, akiknek a gyereke felépült valamilyen betegségből, egy partedlit adnak rá hálájuk jeléül.

### Érme

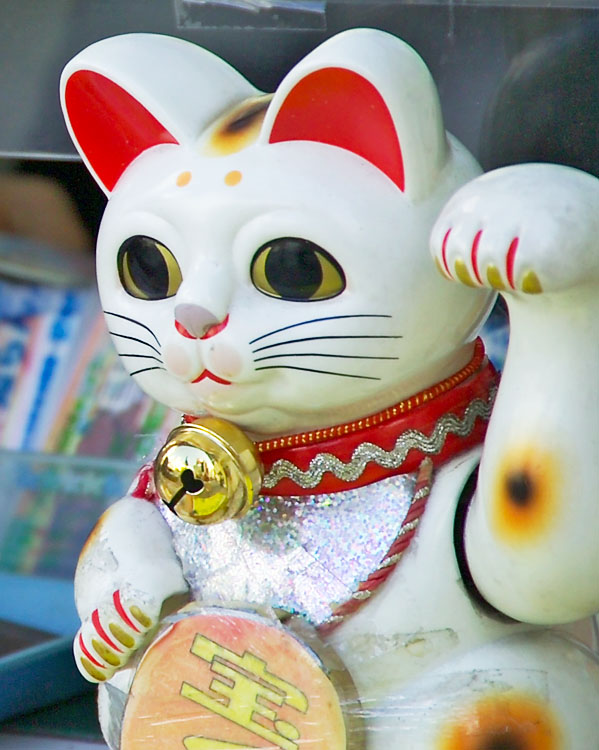

A maneki-nekót néha érmével a kezében ábrázolják, ez általában egy aranyérme, amit kobannak (小判) hívnak és az Edo-korban használták. Egy koban egy rjót ér, ami egy másik fizetőeszköz volt Japánban, de az a koban, amit a maneki-neko tart, az tíz millió rjót (千万両 szenmanrjó) jelképez, ami rendkívül nagy összegnek számított. Egy rjó értékét nagyjából ezer dollárra kell tenni, de a rjó és a dollár értéke jelentősen eltér.
Az érme, amit a macska tart, szerencsét és jólétet hoz. Nem is meglepő, hogy gyakran készítenek belőlük perselyt, ez 1980-as évekből ered ugyanúgy, mint a nyugati malacpersely.
Néha filléreket és más kisebb címleteket írnak rá egyfajta kívánságként. Ez hasonló gyakorlat, mint a szökőkútba pénzt dobni.
Előfordul az is, hogy nem érmét tart a kezében, ez lehet hal, kristálygömb, daikon vagy daruma figura is.

### Kompozíció
Az antik példányok készülhetnek faragott fából vagy kőből, kézzel készített porcelánból vagy öntöttvasból. A modern maneki-nekót tipikusan kerámiából csinálják, de használhatnak hozzá más anyagot is, mint műanyag, fa vagy papírmasé. A drágább darabok készülhetnek jáde kőből vagy aranyból is. Az mozgó mancs általában műanyagból van.

## Eredet

### Történelme
Néhányan úgy gondolják a maneki-neko Oszakából, megint mások pedig, hogy Tokióból (régebbi neve Edo) származik. Először a késő Edo-korban jelent meg Japánban. Egy újságcikk bizonyítja, hogy 1876-ban, a Meidzsi-korszakban már kimonóba öltözött maneki-nekót osztogattak egy oszakai szentélyben. Egy 1902-es hirdetés azt bizonyítja, hogy mennyire népszerűek voltak a századfordulón.

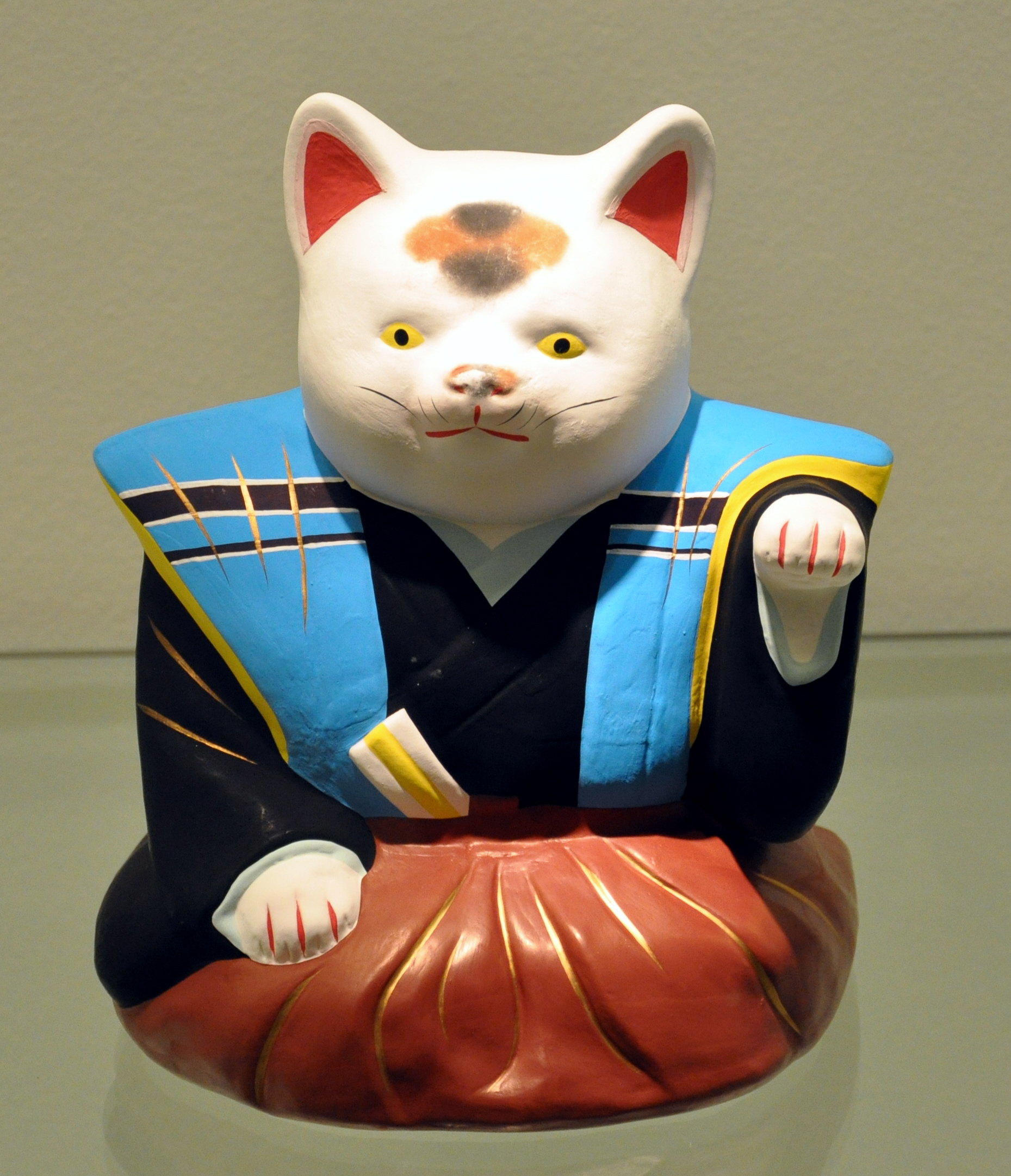

Mindezek ellenére a maneki-neko pontos eredete ma is bizonytalan, de számos monda szolgál magyarázatul.
Mások hasonlóságot véltek felfedezni a maneki-neko gesztusa és egy az arcát mosó macska között. Japán hiedelem szerint, ha a macska az arcát mossa, az azt jelenti, hamarosan vendégek érkeznek. Ez kapcsolatban lehet azzal a régebbi kínai közmondással, miszerint ha a macska megmossa az arcát, esni fog az eső.

### Eredetmondák
A maneki-neko számtalan mondának a témája. Lentebb található az öt legnépszerűbb, ami az eredetét magyarázza.
A kóbor macska és a bolt: Egy elszegényedett bolt (fogadó, kocsma vagy templom, stb.) tulajdonosa magához vett egy kóbor macskát annak ellenére, hogy neki sem volt mit ennie. Hálából a macska nem messze a bolttól letelepedett és integetni kezdett az arra járóknak, ez fellendülést hozott a jótékony tulajnak. Ezek után az integető macska egy fajta szimbólummá vált, ami jó szerencsét hoz a kis vállalkozásoknak.
A nemes és a figyelmeztető macska: Egy nap egy tudós elment egy macska mellett, ami úgy tűnt, hogy neki integet. Jelnek tekintve a macska mozgását, a nemes ember megállt és odament hozzá. Letérve az útjáról észrevette, hogy elkerült egy csapdát, ami ott hevert előtte. Azóta a macskákra bölcsesség és szerencse szellemeként tekintenek. Sok japán szentélynél vagy háznál megtalálható a felemelt mancsú macska szobrocska, ezért gyakran nevezik kami-nekónak utalva a kami vagy szellem mivoltára. A történetben szereplő nemes, verziótól függően, lehet valamelyik japán császár vagy más történelmi személy, mint Oda Nobunaga és Ii Naotaka szamuráj.
A templomi macska: Ii Naotaka gazdag feudális úr egy viharban a Gótoku-dzsi templomhoz (Tokió, Szetagaja kerületben) közeli fa alatt keresett menedéket. Az úr látta, hogy a pap macskája integet neki, ezért követni kezdte, egy pillanattal később a fába belecsapott egy villám. A gazdag ember összebarátkozott a szegény pappal és ezek után a templom sikeres lett. Amikor a macska meghalt, állítólag az ő tiszteletére készítették az első maneki-nekót.
A lefejezett macska: Egy fiatal nőnek, Uszugumónak, aki a kelet-tokiói Josivarában lakott, volt egy macskája, amit nagyon szeretett. Egyik nap meglátogatta az egyik barátja, aki kardforgató volt. A macska hirtelen megbolondult és a nő kimonóját karmolászta. Azt gondolván, a macska megtámadta a nőt, a kardforgató levágta a fejét, ami a levegőben repülve belevájta a fogát egy a deszkák fölött rejtőző mérges kígyóba, ami arra várt, hogy lecsaphasson a nőre. Az eset után, mivel a halál elragadta társát, Uszugumo nem tudott se enni, se aludni. A kardforgató bűnösnek érezte magát és szomorú volt a nő miatt. Elment egy fafaragóhoz, akit a legjobbnak tartottak az országban, hogy készítsen egy faragott macskát, aminek a mancsa fel volt emelve üdvözlésként. Ez az ábrázolás aztán maneki-nekóként lett népszerű. Mikor odaadta a szobrot, a nő nagyon boldog volt és szenvedés nélkül élte tovább az életét.
Az idős hölgy macskája: Egy idős hölgy, aki a kelet-tokiói Imadóban lakott, kénytelen volt eladni a macskáját, annyira szegény volt. Nem sokkal ez utána macska megjelent álmában. A macska azt mondta neki, hogy készítse el a képmását agyagból. Az elmondottak szerint cselekedett és hamarosan eladta a szobrot. Majd egyre többet készített belőle, amiket az emberek megvettek. Ezek a maneki-nekók annyira népszerűek voltak, hogy rövidesen nagyon sikeres lett és meggazdagodott.

## Fordítás
Ez a szócikk részben vagy egészben  a   Maneki-neko című angol Wikipédia-szócikk fordításán alapul.  Az eredeti cikk szerkesztőit annak laptörténete sorolja fel. Ez a jelzés csupán a megfogalmazás eredetét és a szerzői jogokat jelzi, nem szolgál a cikkben szereplő információk forrásmegjelöléseként.